# Pygocentrus cariba
Pygocentrus cariba is een straalvinnige vis uit de onderfamilie piranha's (Serrasalminae) van de familie Characidae. De wetenschappelijke naam van de soort werd in 1821 gepubliceerd door Alexander von Humboldt.

## Synoniemen
- Serrasalmo albus Humboldt, 1821
- Serrasalmo notatus Lütken, 1875[3]
- Pygocentrus stigmaterythraeus Fowler, 1911